# Herman Bohne
Herman Bohne (ur. 22 września 1890 w Tromsø, zm. 5 stycznia 1949 tamże) – norweski gimnastyk, medalista olimpijski.
Uczestnik Letnich Igrzysk Olimpijskich 1908, na których wystartował tylko w zawodach drużynowych, zdobywając srebrny medal. Ponadto był najmłodszym norweskim olimpijczykiem startującym na igrzyskach w Londynie.
Syn Gottfrieda Philipa Bohne (lub Hermanna Bohne) i Karoline Bohne. Jego ojciec pochodził z Niemiec.